# Jakob Friedrich Rausmüller
Jakob Friedrich Rausmüller (* 28. Februar 1767 in Sinsheim; † 28. Dezember 1846 in Meckesheim, auch Raußmüller oder Rauschenmüller geschrieben) war Gastwirt und Bürgermeister in Meckesheim sowie badischer Landtagsabgeordneter.

## Leben
Jakob Friedrich Rausmüller war der Sohn eines Försters und betrieb in Meckesheim die Gastwirtschaft „Zum Ochsen“. Er heiratete Susanna Margarete Maurer (1766–1830), die Tochter des Meckesheimer Schultheißen Georg Peter Maurer. Als Vogt und Nachfolger seines Schwiegervaters bekleidete er dort ab 1814 das Amt des Bürgermeisters. Ab 1819 gehörte er der II. Kammer der badischen Ständeversammlung an, wo er zum liberalen Oppositionsflügel zählte, aber nicht nennenswert in Erscheinung trat. 1823 stimmte er als einer von 30 Abgeordneten gegen den Militäretatentwurf der Regierung, was zur Auflösung des Landtags führte. Bis 1828 war er noch weiterhin als Bürgermeister in Meckesheim tätig, bevor er in den Ruhestand trat.